# جوجه کوچولو (فیلم ۲۰۰۵)
جوجه کوچولو (انگلیسی: Chicken Little) یک انیمیشن کامپیوتری سه‌بعدی در سبک موزیکال و کمدی است که در سال ۲۰۰۵ توسط والت دیزنی تولید و منتشر شد.
این کارتون اقتباس ضعیفی از قصهٔ فولکلور جوجه کوچولو و چهل و ششمین فیلمِ کارتونیِ بلندِ تولیدشده توسط والت دیزنی است. این فیلم همچنین، دومین اقتباسِ سینمایی از قصهٔ مذکور است و اولین اقتباس سینمایی، در سال ۱۹۴۳ و در دوران جنگ جهانی دوم ساخته شده بود.

## بازیگران
- زاک براف
- گری مارشال
- جون کیوسک
- استیو زان
- ایمی سداریس
- مارک والتون
- دان ناتز
- پاتریک استوارت
- والاس شاون